# Château de Mazières
Le château de Mazières est un ancien château fort, du XIIe siècle, remanié aux XIVe et XVe siècles, aujourd'hui en ruine, dont les vestiges se dressent sur la commune française de Tendu dans le département de l'Indre, en région Centre-Val de Loire.
Le château de Mazières fait l’objet d’une inscription partielle au titre des monuments historiques par arrêté du 5 avril 1988. Seuls le donjon, la tour circulaire qui flanque la façade Ouest du corps de logis et le sol correspondant à l'ancienne assiette foncière du château sont inscrits.

## Localisation
Le château est construit dans un vallon à proximité de la Bouzanne et de sa vallée, sur sa rive gauche, près du lieu de passage d’une ancienne voie romaine[réf. nécessaire].

## Description
Après la guerre de Cent Ans, le vieux donjon, avec ses tourelles en encorbellement, qui comportait à l'origine six étages, est réaménagé au XVe siècle. Il est notamment pourvu d'une monumentale cheminée, démontée aujourd'hui et visible au musée de Châteauroux.